# Wild Things: Diamonds in the Rough
Wild Things: Diamonds in the Rough (bra Garotas Selvagens 3) é um thriller erótico melodramático estadunidense, terceiro filme da trilogia Wild Things. Lançado diretamente em vídeo em 2005, estrelado por Sarah Laine, Sandra McCoy, Dina Meyer, Ron Melendez, Claudio Sad e Brad Johnson. Tal como acontece com Wild Things 2, muitos elementos da trama do filme são semelhantes aos do original, incluindo a cena de ménage à trois.

## Elenco
- Sarah Laine como Marie Clifton
- Sandra McCoy como Elena Sandoval
- Brad Johnson como Jay Clifton
- Dina Meyer como Kristen Richards
- Ron Melendez como Dr. Chad Johnson
- Michael Mantell como Theo Bloom
- Linden Ashby como Detetive Michael Morrison